# CSKA:s ispalats

CSKA Ice Palace (ryska: Ледовый Дворец Спорта ЦСКА) är en inomhusarena i Moskva i Ryssland. Arenan byggdes 1964, blev kraftigt utbyggd och renoverad 1991 och har 5 600 sittplatser. År 2006 utökades byggnaden med ytterligare en rink som i huvudsak används i träningssyfte. Kontinental Hockey League-laget HK CSKA Moskva har arenan som hemmaarena.